# گورستان تراکیایی سوشداری
گورستان تراکیایی سوشداری (Свещарска гробница، Sveshtarska grobnitsa) در ۲٫۵ کیلومتر (۱٫۶ مایل) جنوب غربی روستای اسوشتاری، استان رازگراد، که در ۴۲ کیلومتر (۲۶ مایل) شمال شرقی رازگراد قرار داد، در شمال شرق بلغارستان واقع شده است. این آرامگاه احتمالاً متعلق به درومیکائتس (یونانی باستان: Δρομιχαίτης، ت. «Dromichaites»؛ حدود ۳۰۰ – حدود ۲۸۰ پیش از میلاد) است که پادشاه گت‌ها در دو طرف دانوب پایین (امروزه رومانی و بلغارستان) در حدود سال ۳۰۰ پیش از میلاد بوده و همسرش، دختر پادشاه لوسیماخوس (یونانی: Λυσίμαχος، Lysimachos؛ حدود ۳۶۰ – ۲۸۱ پیش از میلاد) که فرمانده و دیادوخوی (یعنی، "جانشین") اسکندر مقدونی بوده است. این آرامگاه جزو میراث جهانی یونسکو است.

## اطلاعات کلی
این آرامگاه در سال ۱۹۸۲ در جریان کاوش‌های انجام‌شده در تپه شماره ۷ از شهر مردگان شرقی اسبوریانوو (Ginina Mogila) که یک گورپشته از اوایل عصر هلنیستی است، کشف و حفاری شد. این آرامگاه در ربع نخست قرن سوم پیش از میلاد ساخته شده و ساختار آن اصول اساسی معماری تراکیان را بازتاب می‌دهد. تزئینات معماری این آرامگاه منحصربه‌فرد است و شامل ستون زن‌پیکرهای نیمه‌انسان-نیمه‌گیاه چندرنگ و نقاشی‌های دیواری می‌شود. ده پیکره زنانه که به‌صورت برجسته بر روی دیوارهای اتاق مرکزی تراشیده شده‌اند و تزئینات لنتوی مثلثی در گنبد آن، تنها نمونه‌های شناخته‌شده از این نوع در سرزمین‌های تراکیایی هستند. این اثر یادمانی استثنایی از قوم گت‌ها است؛ مردمانی تراکیایی که طبق گزارش جغرافی‌دانان باستانی، با جهان عصر هلنیستی و هایپربورینی در تماس بودند.
در سال ۲۰۱۲، باستان‌شناسان گنجینه‌ای ارزشمند را در نزدیکی این روستا کشف کردند که شامل یک حلقه طلایی، ۴۴ پیکره زنانه و ۱۰۰ دکمه طلایی بود. این گنجینه در میان ۱۵۰ آرامگاه متعلق به قرن چهارم پیش از میلاد یافت شد.
برخی پژوهشگران پیشنهاد کرده‌اند که این مکان بخشی از شهر گتی هلیس باشد.

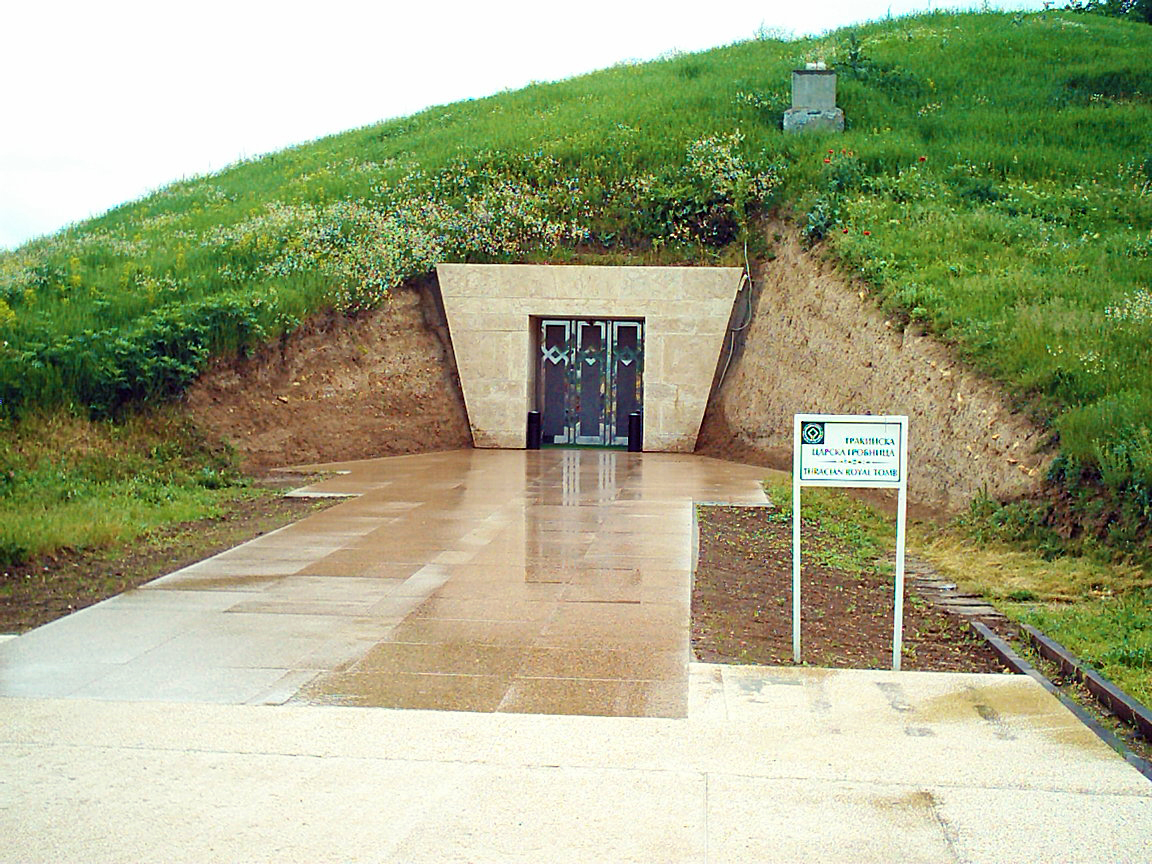
ورودی تپه آرامگاه
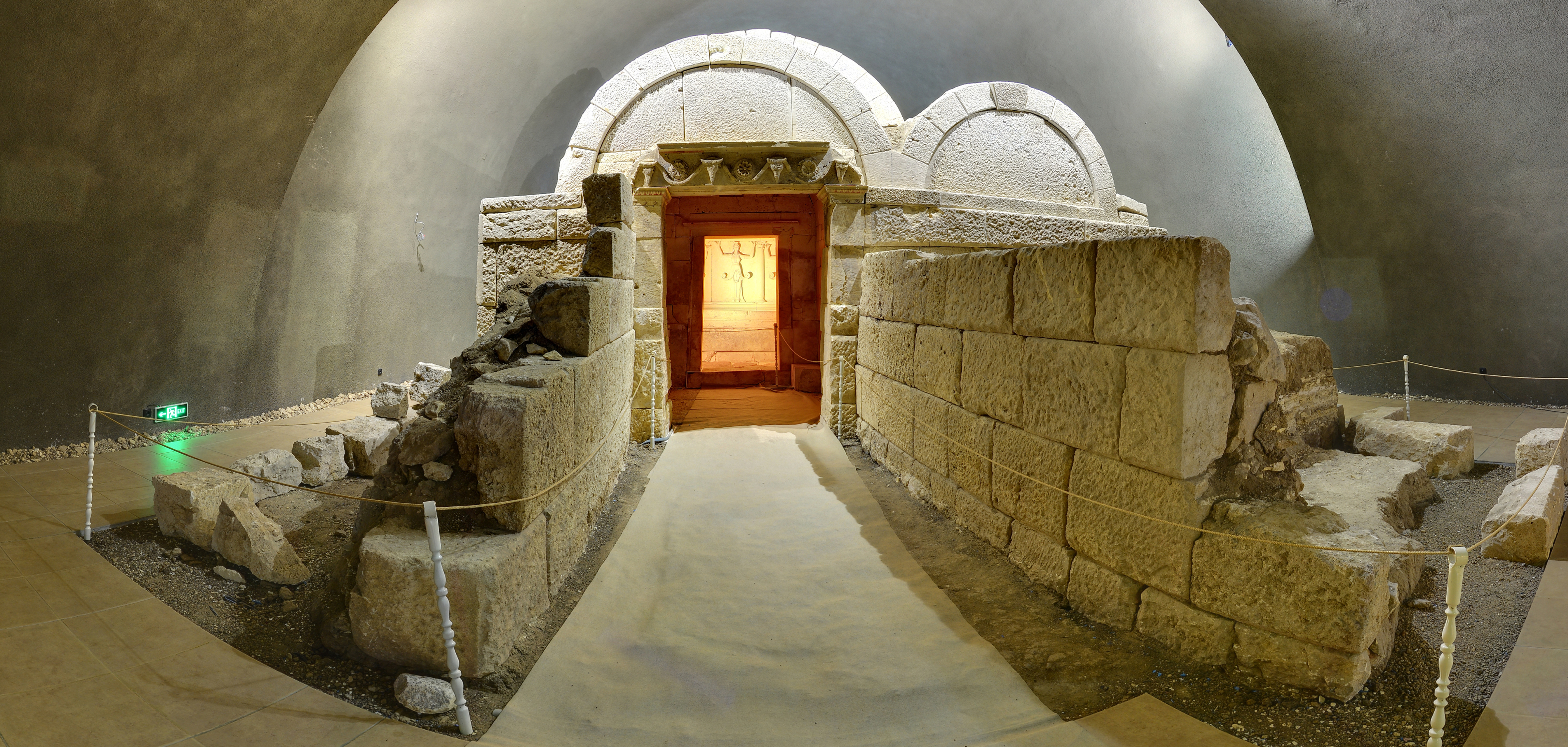
فضای داخلی مقبره
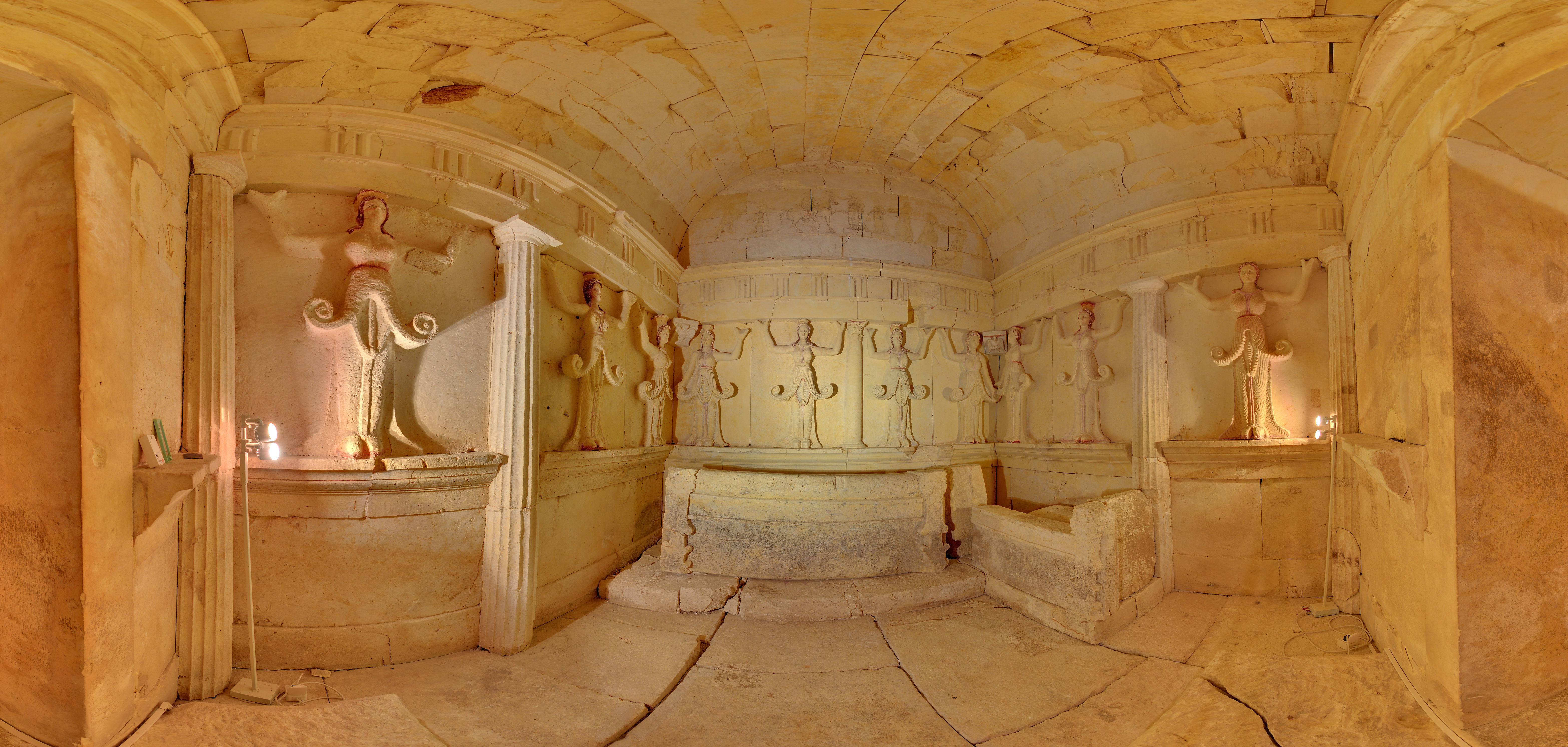
مقبره تراسیایی سوشتری

## تاریخچه
گت‌ها در قرن پنجم پیش از میلاد در پادشاهی ادروسی متحد شدند. چگونگی روابط میان گت‌ها و اودریسیان‌ها مشخص نیست، اما لشکرکشی‌های فیلیپ دوم مقدونی بین سال‌های ۳۵۲ تا ۳۴۰ پیش از میلاد، اقتدار ادروسیان را در هم شکست و گت‌ها از این وضعیت سود بردند. در نیمه دوم قرن چهارم پیش از میلاد، گت‌ها در دو سوی دانوب سفلا مستقر شدند و این منطقه به شکلی بی‌سابقه رونق گرفت. فتوحات جدید مقدونیه باستان، که با قدرت نظامی قابل توجهی همراه بود، در سرزمین‌های همجوار ایجاد نگرانی کرد و همین امر موجب شد که قبایل گتی در قالب یک واحد سیاسی منسجم شوند.
آرامگاه گتی در اسوشتاری واقع در لودوگوریه غربی بلغارستان، به‌احتمال زیاد در نزدیکی مکان شهر هلیس قرار داشته است. در مجاورت این آرامگاه، بقایای یک شهر بزرگ باستانی همراه با ده‌ها مجموعه آرامگاهی گتی کشف شده است. این سکونتگاه در یک استحکامات طبیعی قرار گرفته و بر روی فلاتی واقع شده که مانند یک شبه‌جزیره توسط دره‌های رود کراپینتس احاطه شده است.
دیوار بیرونی این شهر باستانی که ضخامت آن به ۴ متر می‌رسد، از لبه‌های شبه‌جزیره پیروی کرده و محدوده‌ای در حدود ۱۰ هکتار را حفاظت می‌کند. دیوار داخلی نیز که ساختاری مشابه دارد، منطقه‌ای تقریباً چهارضلعی به وسعت ۵ هکتار را در بر می‌گیرد. این محدوده استحکامات نسبتاً پرتراکم بوده و شامل مجموعه‌ای از خانه‌ها است که از طریق شبکه‌ای از معابر به یکدیگر متصل شده‌اند. بر اساس یافته‌هایی همچون مُهرهای آمفورا و سکهها، این سکونتگاه در بازه زمانی حدود ۳۳۵ تا ۲۵۰ پیش از میلاد وجود داشته است.